# Nynäskalaset
Nynäskalaset är en musikfestival och äger rum första helgen i augusti i Nynäshamn. Festivalen varar i tre dagar varav en dag, söndagen, är det så kallade "Familjekalaset" med fri entré. Området rymmer över 7 000 besökare per dag.  

## Historia
Festivalen startade i augusti 2015 då Anders Nylén, Johan Bökman och Fredrik Fernström (samtliga från Nynäshamn) grundade det som sedermera skulle bli Nynäskalaset. Bolaget, Kalasproduktion AB, bildades och driver festivalen.
Tillsammans med gratisdelen "Familjekalaset" så hade festivalen första året, 2016, totalt 14 000 besökare.
Festivalen 2017 regnade mer eller mindre bort och hade ett rejält publiktapp med drygt 5000 färre besökare än året innan. Detta gjorde så att bolaget Kalasproduktion AB sattes i konkurs och festivalen hamnade i vila. Planer är dock att den skall återkomma i ny form framöver i framtiden..

### Artister
- Nynäskalaset 2016

- Baskery
- Danny Saucedo
- Ebba Gold
- Hanna Järver
- JoNo
- Kamchatka
- Maja Francis
- Miriam Bryant
- Molly Sandén
- Nordman
- Nova Miller
- Panetoz
- Papa Dee & Governor Andy's Reggaekollektiv incl. Jessica Folker
- Peace And Love Orchestra
- Petter
- Royal Republic
- Sean Banan
- Smash Into Pieces
- Switch Logic
- Takida
- The Hooters
- Timo Räisänen

- Nynäskalaset 2017

- Ace Wilder
- E-Type
- Ebba Gold
- Farsta
- Fristaden
- Hearts & Colors
- Hog In The Pound
- Hov1
- Kristian Anttila
- LBSB
- Loreen
- Magnus Uggla
- Markoolio
- Miss Li
- Mustasch
- Mäbe
- Nassim Al Fakir
- Norlie & KKV
- Pain
- Penthox
- Satan Takes A Holiday
- Smalare Än Thord
- Smith & Thell
- Urban Tribe Stockholm
- Vilma Colling